# Rage Against the Machine

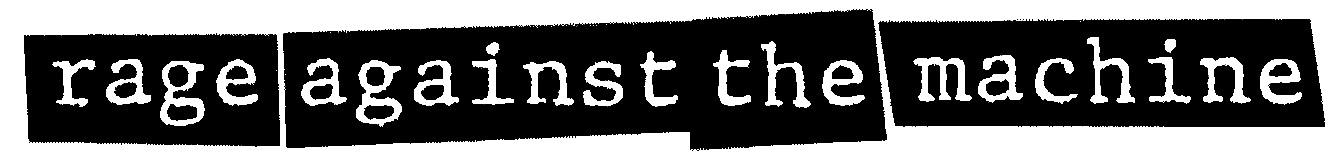
Logo till första skivan.

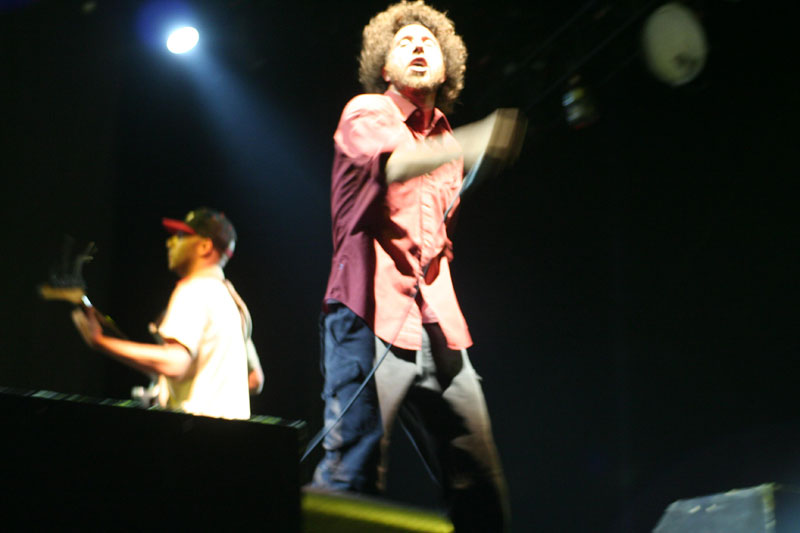
Rage Against the Machine live på Coachella 2007.

Rage Against the Machine, Rage eller RATM är ett amerikanskt rapmetalband bildat 1991 i Los Angeles. Bandet består av Zack de la Rocha (sång), Tom Morello (gitarr), Tim Commerford (bas) och Brad Wilk (trummor). Morello har i en intervju sagt att stilen de spelar är funkig hårdrock med rappinslag.
Rage Against the Machines texter handlar generellt om social rättvisa, jämställdhet, socialism och kritik mot USA:s imperialism. Bandet såg sig själva som både aktivister och musiker när de jobbade i bandet, som både producerade musik och politisk aktivism. Bandets gitarrist Tom Morello är även en av grundarna av Axis of Justice, en rörelse mot rasism och fascism.

## Historik
Rage Against the Machine slog igenom 1992 med det kontroversiella, självbetitlade albumet Rage Against The Machine. Låten "Wake Up" från albumet fanns med på soundtracket till filmen Matrix. 1996 släpptes Evil Empire vilket toppade Billboards albumlista, liksom uppföljaren The Battle of Los Angeles från 1999.
Efter gruppens fjärde studioalbum, coveralbumet Renegades, slutade RATM spela tillsammans i oktober 2000. Sångaren Zack De La Rocha uttalade att gruppen inte längre hade likartad strävan i hur de funkade kollektivt som ett band. Strax efter att De La Rocha hade lämnat bandet började de andra medlemmarna söka ny sångare, och hittade till slut Chris Cornell som de startade Audioslave med. Den 22 januari 2007 bekräftades att Rage Against the Machine skulle spela på Coachella Valley Music and Arts Festival. Konserten beskrevs som en engångsföreteelse, men återföreningen visade sig bli varaktig och bandet har fortsatt turnera.
Bandet uppträdde senast i Sverige den 12 juni 2008 på Hultsfredsfestivalen.

## Medlemmar
Senaste medlemmar
- Zack de la Rocha – sång (1991–2000, 2007–2011)
- Tom Morello – gitarr (1991–2000, 2007–2011)
- Tim Commerford – basgitarr, bakgrundssång (1991–2000, 2007–2011)
- Brad Wilk – trummor, slagverk (1991–2000, 2007–2011)

## Diskografi
Studioalbum
- 1991 – Rage Against the Machine (demo, kassett)
- 1992 – Rage Against the Machine
- 1996 – Evil Empire
- 1999 – The Battle of Los Angeles
- 2000 – Renegades

Livealbum
- 1998 – Live & Rare
- 2003 – Live at the Grand Olympic Auditorium

EP
- 1997 – People of the Sun EP

Singlar (topp 50 på Billboard Hot Mainstream Rock Tracks / Billboard Alternative Songs)
- 1996 – "Bulls on Parade" (US Main. #36, US Alt. #11)
- 1998 – "The Ghost of Tom Joad" (US Main. #35, US Alt. #34)
- 1998 – "No Shelter" (US Main. #30, US Alt. #33)
- 1999 – "Guerilla Radio" (US Main. #11, US Alt. #6)
- 2000 – "Sleep Now in the Fire" (US Main. #16, US Alt. #8)
- 2000 – "Testify" (US Main. #22, US Alt. #16)
- 2000 – "Renegades of Funk" (US Main. #19, US Alt. #9)
- 2001 – "How I Could Just Kill a Man" (US Main. #39, US Alt. #37)